# Stazione di Warschauer Straße
La stazione di Warschauer Straße è una stazione ferroviaria di Berlino, sita nel quartiere di Friedrichshain.

## Movimento
La fermata è servita dalle linee S 3, S 5, S 7 e S 9 della S-Bahn.

## Interscambi
- Fermata metropolitana (Warschauer Straße, linee U 1 e U 3)
- Fermata tram (linee M 10 e M 13)
- Fermata autobus